# Jacques Maurice
Jacques Maurice (París, 3 de agosto de 1934 - id., 28 de julio de 2013) fue un hispanista francés, especializado en la historia del anarquismo español, galardonado por el gobierno español con la Encomienda de la Orden del Mérito Civil.
Formado en la Escuela Nacional Superior de Letras y Humanidades de Saint-Cloud, fue catedrático de civilización y literatura española en las universidades de Dijon, Vincennes à Saint-Denis y París X Nanterre, donde se jubiló y siguió como catedrático emérito. De 1974 a 1992 dirigió un grupo de trabajo de hispanistas franceses que publicaron diversas obras colectivas sobre historia contemporánea de España. Participó destacadamente en los Coloquios celebrados en la Universidad de Pau, organizados por Manuel Tuñón de Lara. Fue miembro de la Asociación de Hispanistas Franceses.

## Obras
Autor de múltiples artículos y libros, es conocido en especial por ser coautor, junto a Gérard Brey, de Historia y leyenda de Casas Viejas.
Autor y coautor
- La reforma agraria en España en el siglo XX (1900-1936) (1975)
- Historia y leyenda de Casas Viejas (1976, junto a Gérard Brey)
- Joaquín Costa: crisis de la Restauración y populismo (1875-1911) (1977, junto con Carlos Serrano)[5]
- Historia de España en el siglo XX (1990)
- El anarquismo andaluz. Campesinos y sindicalistas, 1868-1936 (1990, fruto de su tesis doctoral de 1985)
- El anarquismo andaluz, una vez más (2006, colección de doce artículos publicados por la Universidad de Granada)

Editor
- Fermín Salvochea. Un anarquista entre la leyenda y la historia (1987)

Revistas
- Cahiers de Civilisation Espagnole Contemporaine.